# День рождения фюрера

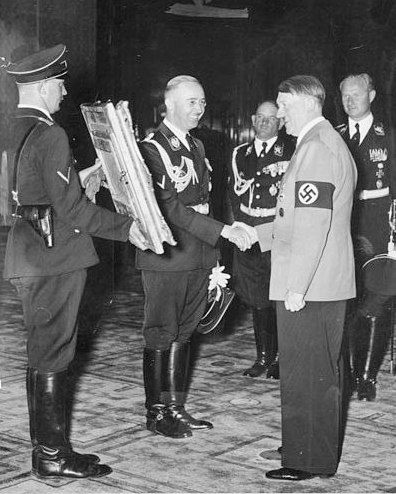
Гитлер принимает поздравления с 50-летием от Генриха Гиммлера, 1939

День рождения фюрера (нем. Führergeburtstag) — праздник в нацистской Германии, отмечавшийся в день рождения Адольфа Гитлера, 20 апреля. Официальным праздничным днём день рождения фюрера стал только однажды, по случаю его 50-летнего юбилея 20 апреля 1939 года. Накануне дня рождения фюрера, вечером 19 апреля ежегодно проводился торжественный приём молодёжи в гитлерюгенд. В сам день рождения Гитлера по всей территории Германии проводились праздничные мероприятия с торжественными речами о выдающейся исторической роли фюрера, сопровождаемыми исполнением национального гимна и песни Хорста Весселя.
Является значимой датой в неонацизме.

## Мероприятия
Каждый год вечером 19 апреля по всей Германии проводились торжественные процессии по случаю вступления немецких 10-летних (14-летних) юношей и девушек в юнгфольк и гитлерюгенд. Газета Donau-Bodensee-Zeitung так писала о церемонии с клятвой и последующим маршем по улицам Равенсбурга 19 апреля 1944 года:

Накануне дня рождения фюрера более миллиона мальчиков и девочек по всему Рейху встали в один ряд, чтобы быть принятыми в сообщество гитлерюгенда. В Равенсбурге десятилетние дети также вышли на улицы с сияющими глазами и пламенными сердцами, чтобы подарить себя фюреру на день рождения.
20 апреля в рамках культа личности Гитлера по всей Германии проводились торжественные праздники. Помимо речей о величии фюрера и его роли в мировой и германской истории, в повестку дня также входили и подстрекательские антисемитские речи. Также было принято петь «песни движения», то есть первую строфу из гимна Германии (Deutschland, Deutschland über alles) и песню Хорста Весселя.
20 апреля 1945 года празднования проводились крайне ограниченно в связи с обстоятельствами на фронте.

В 19 часов вечера 20.04.1945 мы должны были явиться в Ландесхаус. Глава района объявил нам о скорой окончательной победе Германии! Тем не менее, подаренная бутылка красного вина и небольшая порция ветчины и колбасы с хлебом не смогли убедить нас в победе.

## После войны
В 1982 году в день рождения Гитлера группа московских старшеклассников провела неонацистскую демонстрацию на Пушкинской площади.
В 1994 году Английская футбольная ассоциация отменила международный матч в Гамбурге против Германии, из-за возможных опасений, связанных с этой датой.
В 2005 году премьер-министр Баден-Вюртемберга Гюнтер Эттингер заявил о нежелании быть избранным в парламент земли после того, как его предшественник Эрвин Тойфель объявил о своей отставке 19 апреля. Эттингер был представлен только 21 апреля.